# Głęboczek (jezioro w woj. lubuskim)
Głęboczek – jezioro w Bruździe Zbąszyńskiej, położone w województwie lubuskim, w powiecie międzyrzeckim, w gminie Międzyrzecz.

## Charakterystyka
Jezioro położone wśród lasów sosnowych, w odległości około 1,5 kilometra na południowy wschód od miejscowości Kalsko. Misa jeziora ma kształt wydłużony, charakterystyczny dla jezior rynnowych. Wody jeziora są dzierżawione przez prywatnych właścicieli, wędkowanie oraz wypoczynek na terenie jeziora są możliwe po uzyskaniu ich zgody.

## Hydronimia
Do 1945 roku jezioro było nazywane Glamboczek See. 17 września 1949 roku wprowadzono nazwę Głęboczek. Następnie w 1955 roku dokonano korekty nazwy na Głębocz. Obecnie państwowy rejestr nazw geograficznych jako nazwę główną jeziora podaje Głębocz, jednocześnie wymienia nazwę oboczną: Głęboczek. Według spisu opracowanego przez Komisję Nazw Miejscowości i Obiektów Fizjograficznych (KNMiOF) nazwa tego jeziora to Głęboczek.